# Buciumeni, Vâlcea
Buciumeni este un sat în comuna Drăgoești din județul Vâlcea, Muntenia, România.
Satul Buciumeni este localizat in sudul județului Vâlcea, la graniță cu județul Argeș, la 20 de km de orașul Drăgășani și 42 km de resedința de județ Râmnicu Vâlcea.

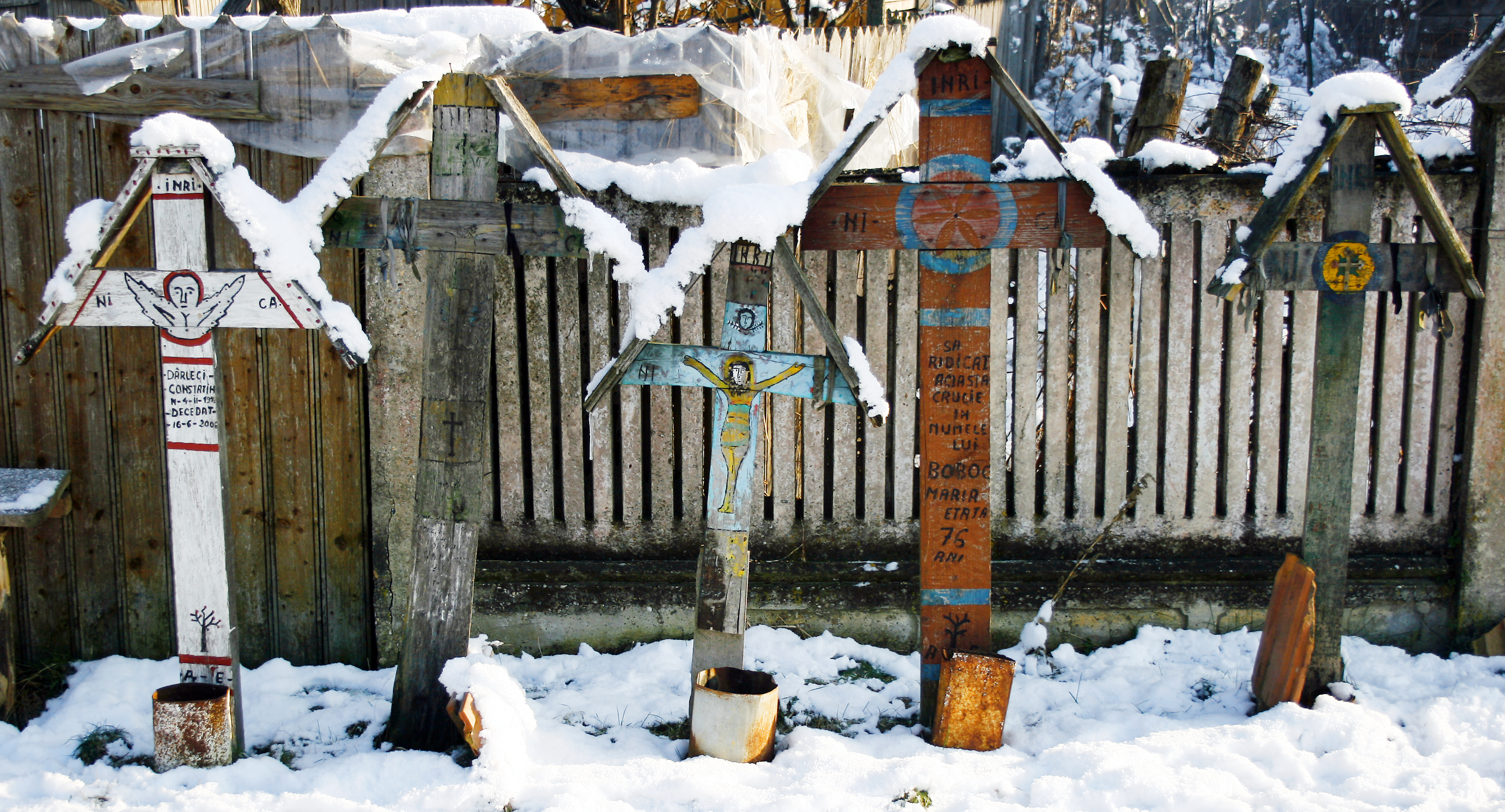
Cruci traditionale din lemn in satul Buciumeni, comuna Dragoiesti, jud. Vâlcea. In Oltenia, in satele traditionale, este comun obiceiul de a ridica cruci la rascruce de drumuri, la fanatani, etc.

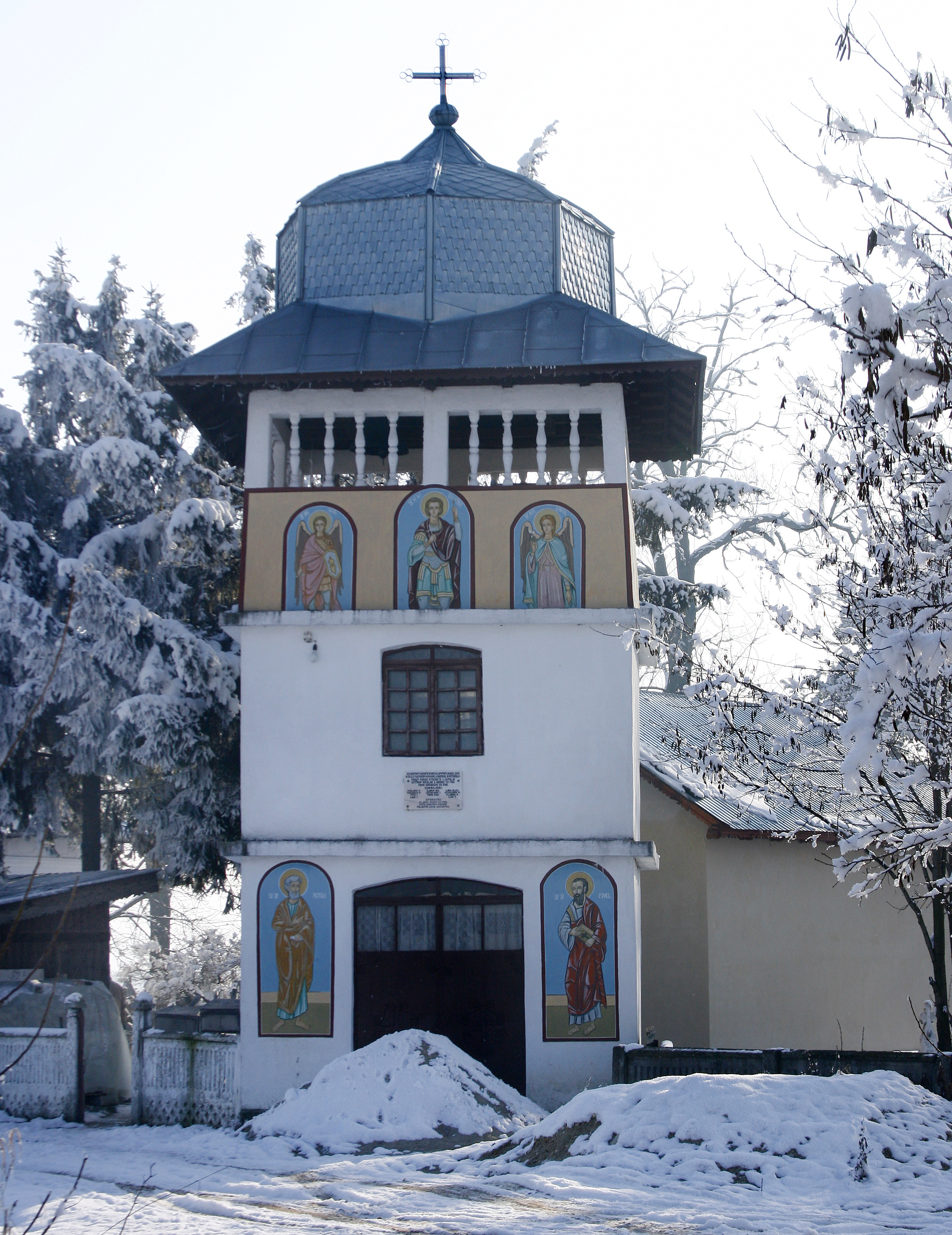
Clopotnita bisericii din satul Buciumeni, judetul VAlcea

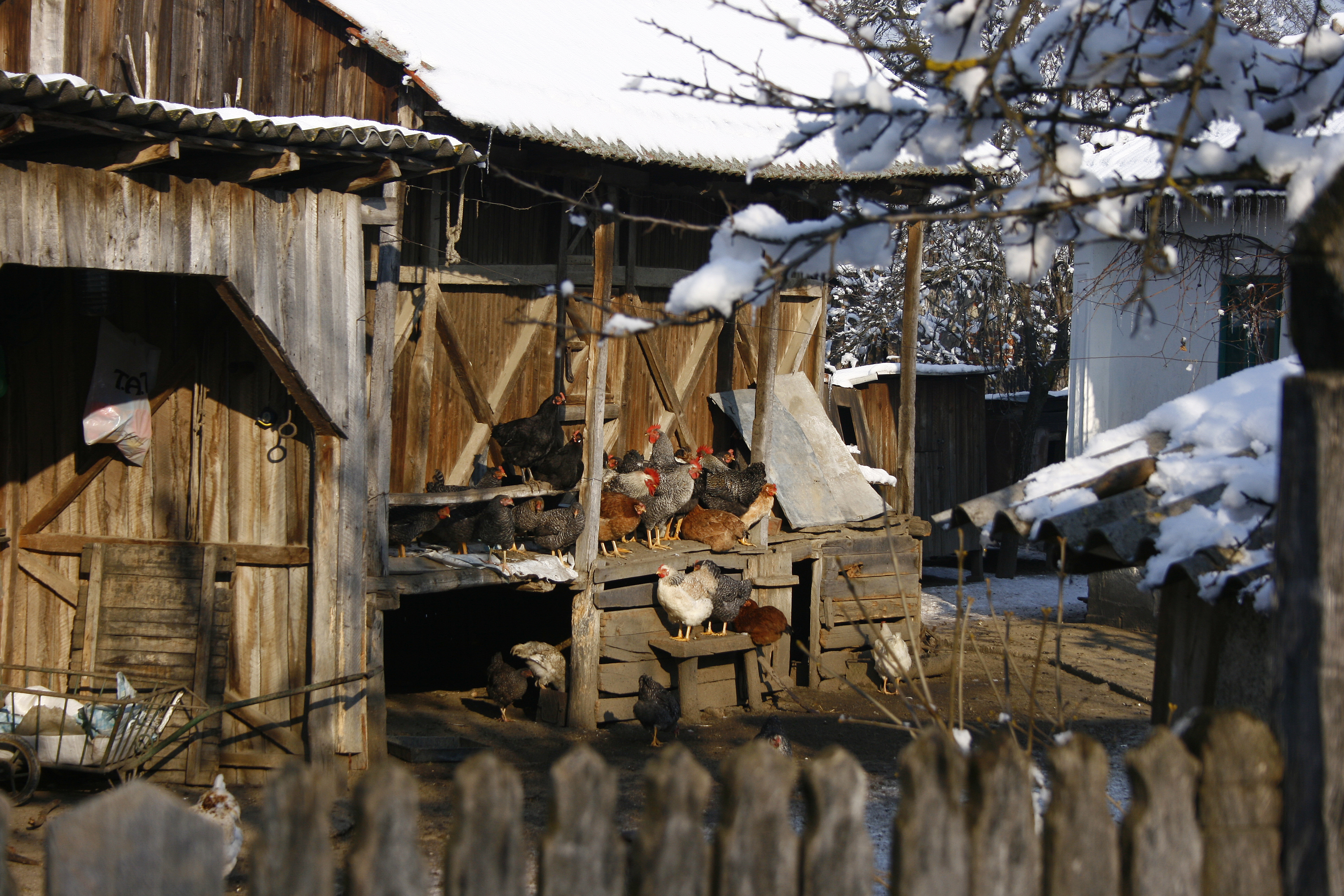
Ograda cu pasari de curte din satul Buciumeni, judetul Valcea

 Acest articol despre o localitate din județul Vâlcea este deocamdată un ciot. Puteți ajuta Wikipedia prin completarea lui.